# UWC in Mostar
Das United World College in Mostar (UWC Mostar, bosnisch, kroatisch, serbisch Koledž Ujedinjenog svijeta u Mostaru) wurde im Jahre 2006 durch Königin Noor von Jordanien als zwölftes United World College eröffnet.
UWC Mostar ist das erste UWC mit dem unmittelbaren Ziel, zur Versöhnung in einem vom Krieg gezeichneten Land beizutragen. Im Gegensatz zu den nationalen Schulen lernen hier die Kinder der verfeindeten Volksgruppen gemeinsam in einer Klasse. Ergänzt werden sie durch Schüler aus weiteren 50 Nationen, die von unabhängigen UWC-Nationalkomitees ausschließlich nach Eignung und Begabung ausgewählt werden.
Das College will aufzeigen, dass es auch miteinander geht, und leistet damit einen direkten Beitrag zur Überwindung der ethnischen Segregation im Erziehungssystem. Die zwei Jahre am College werden mit dem International Baccalaureate Diploma, einer international anerkannten Hochschulzugangsberechtigung, abgeschlossen.
Derzeitiger (kommissarischer) Schulleiter ist Dženan Hakalović.

## Das College

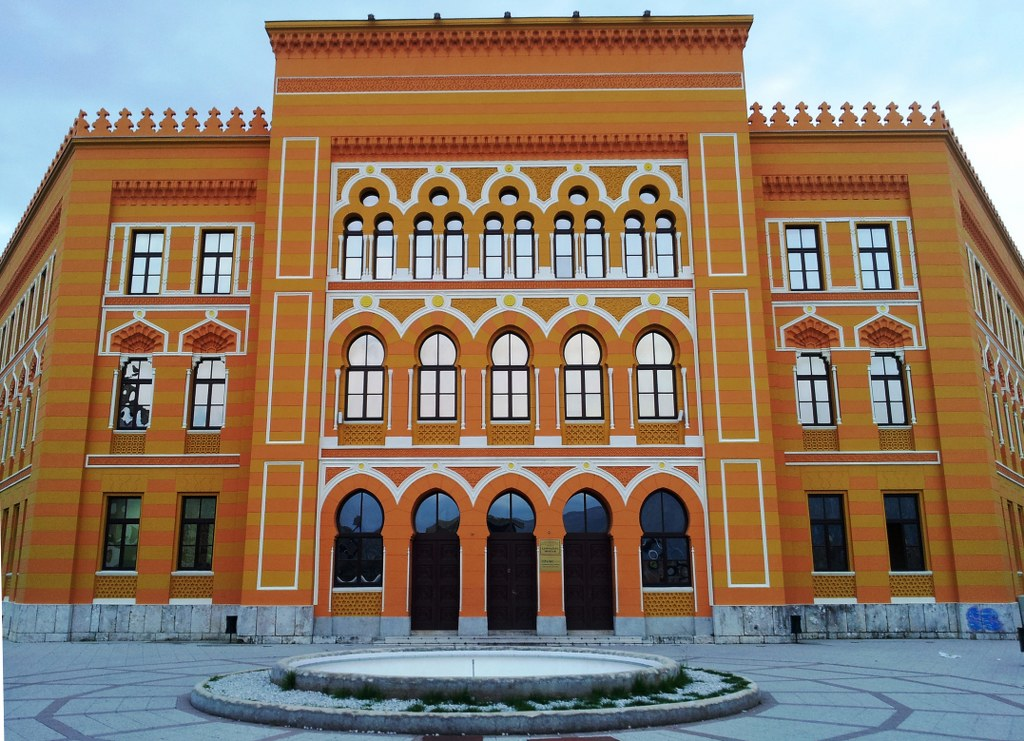
Das Schulgebäude

Die Schule ist das Ergebnis einer gemeinsamen Initiative der United World Colleges und der International-Baccalaureate-Organisation. Ziel war und ist es, den Friedensprozess im Land und in der Region zu fördern.
Seit Januar 2011 ist das UWC Mostar Teil der Stiftung Education in Action, die die gesetzliche Nachfolge der UWC-IB Initiative in Bosnien und Herzegowina übernommen hat.
Die Schule UWC besteht parallel zum Gymnasium Mostar in deren Gebäude, das für das Gymnasium zwischen 1898 und 1902 errichtet wurde und nach Zerstörungen im Bosien-Krieg über eine Bauphase bis 2009 wieder hergestellt wurde. Als politische Konsequenz aus dem Bosnienkrieg werden am Gymnasium Mostar gemäß dem Prinzip „Zwei Schulen unter einem Dach“ zur Überwindung ethnischer Grenzen die bosniakischen und kroatischen Schüler in getrennten Klassen – jedoch schulisch vereint – unterrichtet. Das Gymnasium Mostar besuchen insgesamt rund 650 Schüler. Die 165 bis 200 UWC Mostar-Schüler kommen dagegen aus allen ethnischen Gruppen Bosnien und Herzegowinas sowie aus über 50 Ländern der Welt. Sie leben und lernen gemeinsam und dienen damit als vorbildliches Beispiel einer integrativen Erziehung im immer noch kriegsgeprägten Bosnien und Herzegowina.
Die Kernziele des UWC Mostar sind:
- Aufzeigen eines überzeugenden Schulmodells als Beispiel für eine breitere Bildungsreform in BiH.
- Teilnahme an einem Dialog zur Entwicklung eines Bildungs- und Lehrplans in der Nachkriegsgesellschaft in BiH und darüber hinaus.
- Förderung des gegenseitigen Verständnisses in der Stadt Mostar.
- Nutzen der im IB vorgeschriebenen sportlichen, künstlerischen und allgemeinnützigen Aktivitäten zur Förderung des Integrationsprozesses und zur Gemeinschaftsbildung in Mostar und darüber hinaus

## Akademische Ausrichtung
Gelehrt wird in englischer Sprache nach den Lehrplänen der International Baccalaureate Organisation in Genf. Sport, Kunst und Musik sind integraler Bestandteil des Angebotes. Dies gilt auch für „Community Services“. Durch diese Dienste werden die Schüler dazu anregt, sich für ihre Schule, die umliegende Gemeinschaft und ihre Umwelt zu engagieren. Am Ende der 2 Jahre steht eine Abschlussprüfung, die weltweit zentral abgenommen und bewertet wird. Das International Baccalaureate Diploma gilt als Zulassung zu den meisten Universitäten weltweit.
Nach ihrem Abschluss können sich Absolventen des Colleges um eines der Shelby Davis Stipendien bewerben, mit denen Bachelor Programme an erstklassigen US-amerikanischen Universitäten wie Princeton University, Brown University, Columbia University, Massachusetts Institute of Technology, Harvard University, Dartmouth College und  Middlebury College unterstützt werden.

## Die Schüler
Im akademischen Jahr 2014/2015 wurde das College von 165 Schülern aus 47 Ländern besucht. Die 103 Mädchen und 62 Jungen kamen dabei aus folgenden Ländern:
Afghanistan (2), Ägypten (1), Albanien (2), Armenien (1), Äthiopien (1), Bangladesch (1), Barbados (1), Belgien (1), Bosnien und Herzegowina (64), Brasilien (1), Dänemark (1), Deutschland (7), Finnland (2), Frankreich (4), Griechenland (1), Großbritannien (4), Hongkong (1), Indien (1), Irak (1),  Israel (4), Italien (2), Jemen (1), Kanada (1), Kosovo (1), Kroatien (1) Libanon (1), Mexiko (1), Mongolei (1), Montenegro (2), Nepal (1), Niederlande (4), Norwegen (2), Österreich (5), Palästina (1), Polen (2), Portugal (1), Russland (1), Serbien (2), Slowakei (3), Spanien (1), Swasiland (2), Syrien (1), Tschechische Republik (2), Türkei (3), Ukraine (1), Vereinigte Arabische Emirate (1), Vereinigte Staaten von Amerika (10).

## Der Ort

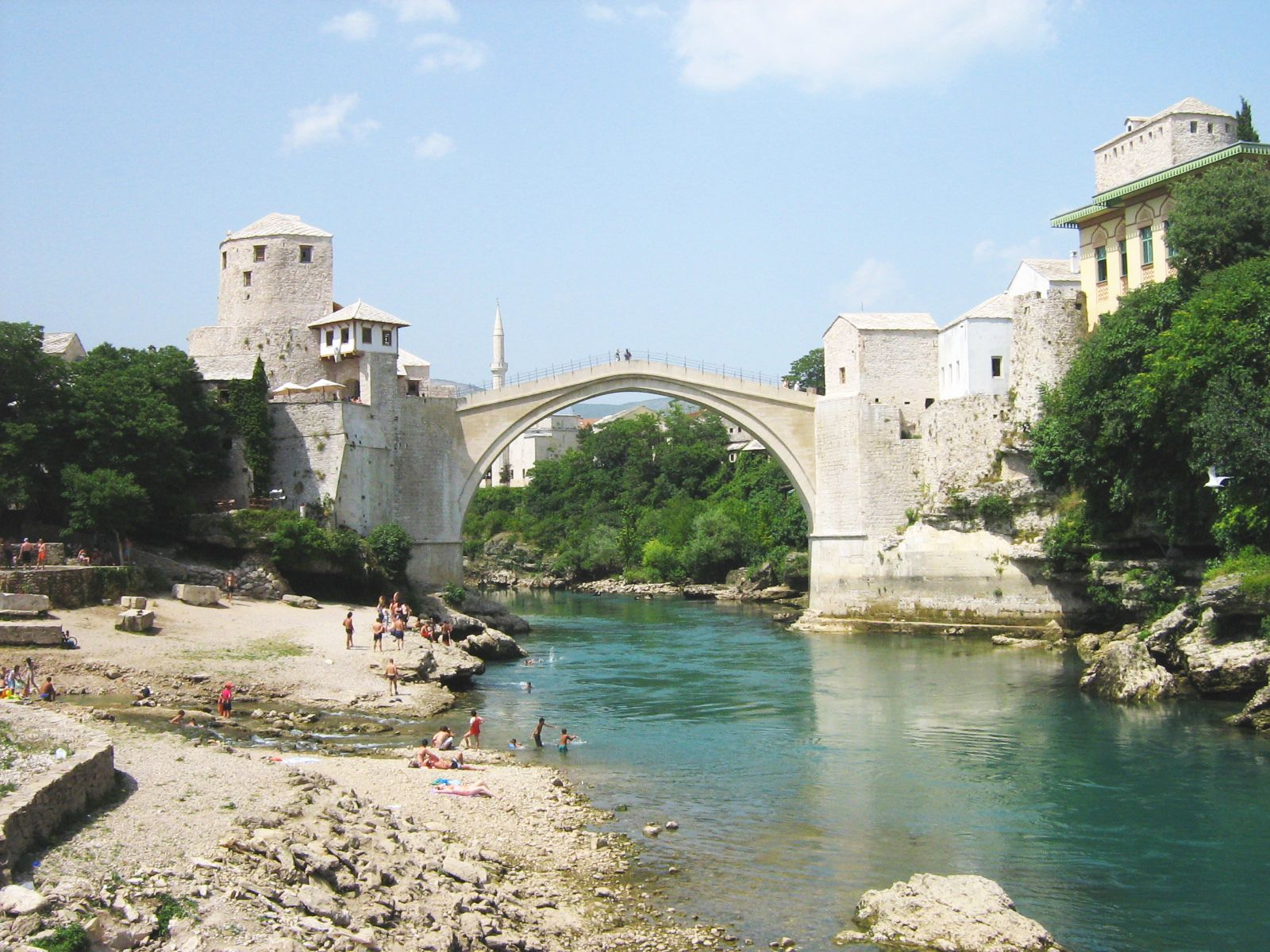
Alte Brücke

Das UWC Mostar liegt in der Stadtmitte von Mostar, dem Zentrum Herzegowinas, einer historischen Landschaft in Bosnien und Herzegowina. Das Wahrzeichen Mostars ist die „Alte Brücke“ oder Stari most über die Neretva, die von 1556 bis 1566 erbaut wurde. Die „Alte Brücke“ wurde im Bosnienkrieg am 9. November 1993 durch massiven Beschuss von kroatischer Seite zerstört, nach dem Krieg wieder aufgebaut und 2005 in die Welterbe-Liste der UNESCO aufgenommen. Stari Most soll ein Symbol für das friedliche Zusammenleben der verschiedenen Völker in Mostar und Bosnien-Herzegowina sein. Mostar ist damit der ideale Ort für eine auf Völkerverständigung ausgerichtete Schule.
Der Unterricht sowie Collegeversammlungen finden in modernen Räumen im Gebäude des Gymnasiums Mostar statt. Hier können auch die umfangreichen Sportmöglichkeiten genutzt werden. Daneben gibt es eigene Gebäude für den Sprachunterricht und eine Mensa. Das College hat im Gegensatz zu vielen anderen UWCs keinen eigenen Campus. Die Schüler leben vielmehr in großen Wohnheimen in unterschiedlichen Teilen der immer noch ethnisch getrennten Stadt.